# Trofeo Federale 1988
Il Trofeo Federale 1988 è stato la 3ª edizione di tale competizione, e si è concluso con la vittoria della Virtus, al suo primo titolo.

## Risultati
- Semifinali

A)  Tre Fiori -  La Fiorita ? - ?
B)  Domagnano -  Virtus ? - ?
- Finale:

C)   Virtus -  Tre Fiori 4 - 3